# 新鲁汶站
新鲁汶站（法語：Gare de Louvain-la-Neuve）是比利时瓦隆布拉班特省奥蒂尼-新鲁汶市新鲁汶片区的鐵路車站。